# Världsvaluta
Världsvaluta innebär att en valuta är lagligt betalningsmedel över hela världen. I dagsläget verkar det vara en utopi, men om den nuvarande trenden mot ett världssamhälle håller i sig, kanske den blir verklighet i framtiden. Internationella valutor som gäller i flera nationer har redan utvecklas. Den utvecklingen kan ses som grunden för att en interkontinental valuta, världsvaluta, blir en verklighet. Två valutor, euron och dollarn, är redan idag betalningsmedel i många länder och används således redan på många håll i världen. Även i Afrika har man planer på en gemensam valuta hos medlemsstaterna i Afrikanska unionen. Den valutan planeras dock inte att bli verklighet förrän tidigast 2020.[uppföljning saknas]

## Historik

### Den spanska eran
Under 1600, 1700 och 1800-talen spreds den spanska dollarn från de spanska territorierna i Amerika västerut till Asien och österut till Europa. Eftersom den under sin höjdpunkt var accepterad valuta i många delar av världen går det att se den som en världsvaluta, eller åtminstone en valuta som närmade sig denna status. 